# ريان بيري
ريان بيري (بالإنجليزية: Ryan Perry)‏ هو لاعب كرة قاعدة أمريكي، ولد في 13 فبراير 1987 في بومونا في الولايات المتحدة.

## وصلات خارجية
- ريان بيري على موقع دوري كرة القاعدة الرئيسي (الإنجليزية)
- ريان بيري على موقعبيزبول رفرنس.كوم (الدوري الرئيسي) (الإنجليزية)
- ريان بيري على موقع إي إس بي إن.كوم (أم.أل.بي) (الإنجليزية)
- ريان بيري على موقع مشجعي الرسوم البيانية (الإنجليزية)